# トマス・D・キャンベル
トマス・D・キャンベル（Thomas D. Campbell、1882年 – 1966年）は、「世界の小麦王 (World's Wheat King)」と称された、アメリカ合衆国の実業家。彼が経営したキャンベル・ファーミング・コーポレーション (Campbell Farming Corporation) 傘下の農場における小麦の生産量は、他のどんな農場主にも、営農企業にも優るものであった。キャンベルは、企業農業の産業化における先駆者であった。農業専門のコンサルタントとして、イギリスをはじめ、フランスやソビエト連邦の政府にも助言し、1929年にはヨシフ・スターリンにも、ソ連の第一次五カ年計画における大規模農業について、助言した。第二次世界大戦中にはアメリカ軍の一員として、太平洋戦域で使用されるナパーム弾の開発に従った。1946年には、アメリカ空軍の准将に任じられた。

## 生い立ち
トマス・D・キャンベル・ジュニア (Thomas D. Campbell, Jr.) は、1882年2月19日に、ノースダコタ州で生まれた。ノースダコタ州グランドフォークスに残るトマス・D・キャンベル・ハウスの一部を成す丸太小屋の部分で生まれたと言い伝えられている。ただし、別の説では、レッド川流域の芝土の家（ソッド・ハウス）で生まれたともいう。1898年に、セントラル高等学校を卒業生総代として卒業した。その後、進学校であるアッパー・カナダ・カレッジに学び、ノースダコタ大学へ進んだ。ノースダコタ大学では、工学を修めた最初の卒業生となり、1904年に卒業した。

## 農業
第一次世界大戦に際し、キャンベルは一兵士として従軍するのではなく、大規模な農業の経営によって戦争努力に貢献することを選んだ。J・P・モルガンから200万ドルの資金を引き出したキャンベルは、モンタナ州のビッグホーン川の北側に位置したクロウインディアン居留地で、200,000エーカー (81,000 ha) の土地を使って営農した。

## 記念物
キャンベルは、「合衆国最大の農場主 (The Biggest U.S. Farmer)」として、1928年1月9日号の『タイム』誌の表紙を飾った。
彼が生まれ育ったトマス・D・キャンベル・ハウスは、アメリカ合衆国国家歴史登録財となっている。
1920年代から1960年代にかけて、キャンベル傘下の農場のひとつで、他の6か所の仮設宿舎とともに使用された2か所の恒久的宿舎のひとつであるキャンプ・フォーは、保存されてアメリカ合衆国国家歴史登録財となっている。